# Kopp Verlag
Pour les articles homonymes, voir Verlag.
Kopp Verlag est une maison d'édition allemande fondée par Jochen Kopp.

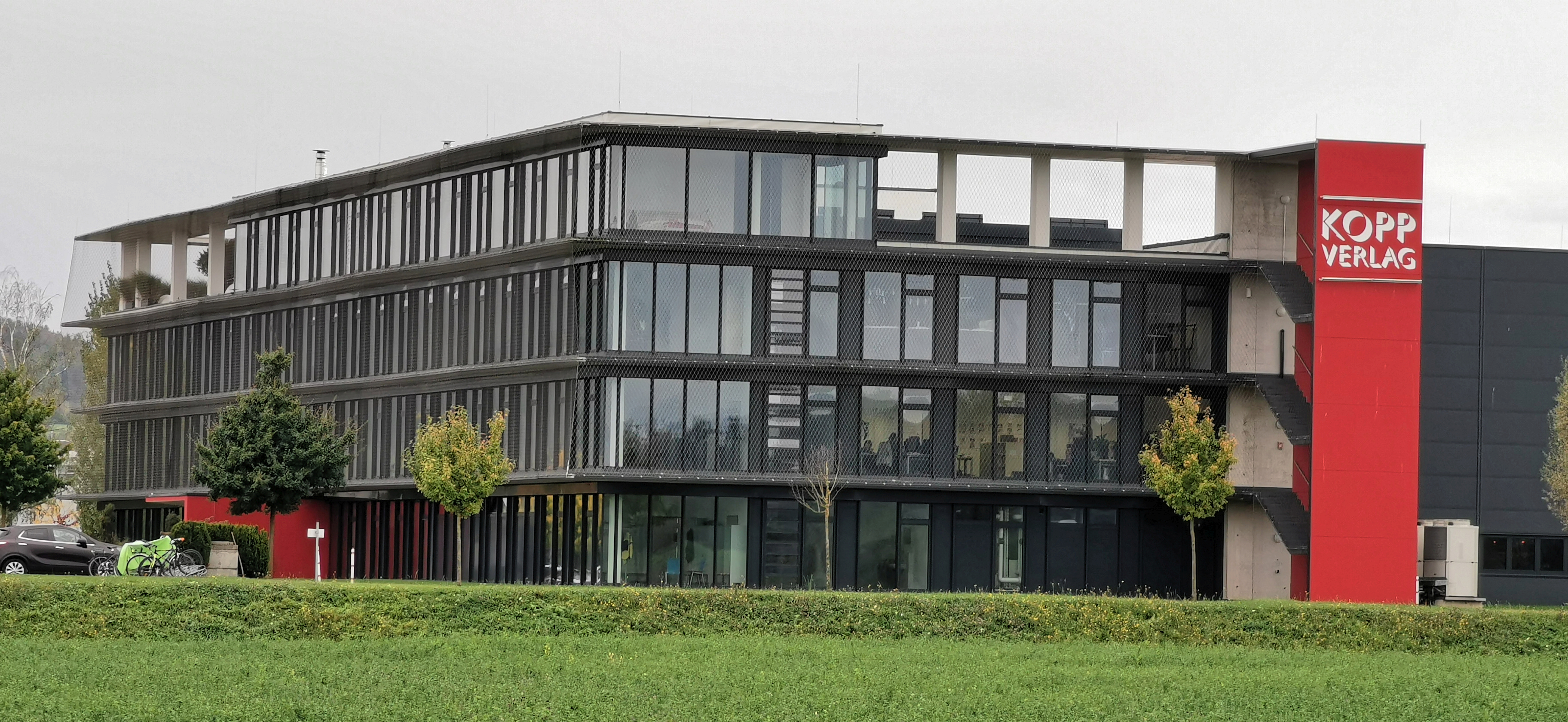
Kopp Verlag 2019

## Histoire
Les 1 et 2 octobre 2016 Kopp a lancé son premier congrès à Leinfelden-Echterdingen, les auteurs invités sont parmi les plus actifs dans la maison comme  Michael Brückner, Andreas von Bülow, Erich von Däniken, Thomas Mehner, Armin Risi, Hans Tolzin, Claus W. Turtur, Udo Ulfkotte, Willy Wimmer et Gerhard Wisnewski, modéré par Markus Gärtner,.

## Auteurs publiés
- Bruno Bandulet
- Zbigniew Brzezinski
- Manfred Böckl
- Andreas von Bülow
- Luc Bürgin
- Erich von Däniken
- Jürgen Elsässer
- F. William Engdahl
- Erdoğan Ercivan
- Viktor Farkas
- Peter Fiebag
- Guido Grandt
- Michael Grandt
- G. Edward Griffin
- Reinhard Habeck
- Ryke Geerd Hamer
- Günter Hannich
- Wilhelm Hankel
- Peter Helmes
- Michael Hesemann
- Jan Udo Holey
- Johann C. Köber
- Heiko Krimmer
- Illobrand von Ludwiger
- Wayne Madsen
- Wilhelm Nölling
- Ron Paul
- Andreas von Rétyi
- Armin Risi
- Klaus Rainer Röhl
- Karl Albrecht Schachtschneider
- Zecharia Sitchin
- Dieter Spethmann
- Axel Stoll
- Joachim Starbatty
- Webster Tarpley
- Udo Ulfkotte
- David Wilcock
- Gerhard Wisnewski
- Karl-Heinz Zunneck